# Chiara Simionato
Chiara Simionato (ur. 4 lipca 1975 w Treviso) – włoska łyżwiarka szybka, brązowa medalistka mistrzostw świata i dwukrotna zdobywczyni Pucharu Świata.

## Kariera
Pierwszy sukces w karierze Chiara Simionato osiągnęła w sezonie 2003/2004, kiedy zajęła trzecie miejsce w klasyfikacji końcowej Pucharu Świata na 1000 m. Wyprzedziły ją jedynie Jennifer Rodriguez z USA i Marianne Timmer z Holandii. W tej samej klasyfikacji była też pierwsza w sezonach 2004/2005 i 2006/2007 oraz druga za Niemką Anni Friesinger w sezonie 2005/2006. Ponadto w sezonie 2005/2006 była też trzecia w klasyfikacji 500 m, ulegając Niemce Jenny Wolf i Rosjance Swietłanie Żurowej. Wielokrotnie stawała na podium zawodów tego cyklu, odnosząc przy tym dwanaście zwycięstw. Swój jedyny medal na międzynarodowej imprezie zdobyła w 2006 roku, zajmując trzecie miejsce na sprinterskich mistrzostwach świata w Heerenveen. Na podium tych zawodów stanęły też Swietłana Żurowa i Chinka Wang Manli. W tej samej konkurencji była też czwarta podczas sprinterskich mistrzostw świata w Heerenveen w 2008 roku. Walkę o medal przegrała tam z Holenderką Annette Gerritsen. W 2002 roku wystartowała na igrzyskach olimpijskich w Salt Lake City, zajmując między innymi dziesiąte miejsce w biegu na 1000 m. Na rozgrywanych cztery lata później igrzyskach w Turynie jej najlepszym wynikiem było piąte miejsce na dystansie 1500 m. Brała również udział w igrzyskach w Vancouver w 2010 roku, gdzie jej najlepszym wynikiem było dziewiętnaste miejsce na 1000 m. W 2011 roku zakończyła karierę.
Jej siostra, Paola, również jest łyżwiarką.